# A Cara Que Mereces
A Cara Que Mereces é um filme de 2004 português do género comédia musical, realizado por Miguel Gomes, a sua primeira longa-metragem de ficção. O argumento de Gomes com Manuel Mozos e Telmo Churro presta analogia ao conto de Branca de Neve. A Cara Que Mereces é interpretado por um ensemble cast centrado na personagem de Francisco (interpretado por José Airosa), um homem à beira de uma crise de 30 anos, que tenta por todos os meios escapar da maturidade. O filme foi lançado a 1 de outubro de 2004 no IndieLisboa, Festival Internacional de Cinema. Comercialmente, estreou nos cinemas de Portugal a 24 de março de 2005, e de França a 31 de maio de 2006.

## Sinopse
A Cara Que Mereces é dividido em duas partes explicitamente distintas: Teatro e Sarampo.

#### Teatro
No dia em que Francisco celebra o seu trigésimo aniversário, coincidente com o carnaval, veste-se de cowboy para a festa do colégio onde é docente onde rapidamente se vê cercado por miúdos que detesta. O professor está à beira de uma claustrofobia emocional com a crise dos 30 anos. Duas canções são cantadas por Francisco e Marta, uma professora da escola por quem está apaixonado. Francisco é tentado a ser convencido do dogma: “Até os 30 anos, tem-se o rosto que Deus lhe deu: depois disso, tem-se o rosto que se merece”. Parte a cabeça, vai ao hospital, onde descobre que tem sarampo e se apercebe que não tem ninguém para tratar de si.

#### Sarampo
Francisco fica de quarentena e refugia-se numa casa de campo. Após uma noite de delírio febril, confunde o sonho e a memória e acorda com a residência tomada por amigos, que podem ou não ser imaginários. Lá, passam vários dias numa espécie de clube infantil privado parecido com Os Sete Anões. Aos poucos, regras de convívio, normas de conduta, brincadeiras e jogos passam a delinear um imaginário passivo-agressivo. Esta é a lista de proibições:
- É proibido ler livros com letra pequena e sem figuras.
- É proibido contar segredos.
- É (quase sempre) proibido aceitar presentes de estranhos.
- É proibido comer peixe e vegetais que, como todos sabem, são coisas nojentas.
- É proibido apagar a luz quando estamos no chuveiro.
- É proibido contar passos.
- É proibido fingir estar com febre para não lavar a louça.

A lista das regras é para ser cumprida, mas nem tudo é proibido:
- É permitido subir na árvore pra roubar ovos.
- É permitido espiar pela fechadura.
- É permitido atirar pedras ao rio e contar os saltos.
- É permitido pregar sustos aos outros e contar pétalas de flores.
- É permitido arrancar o rabo das lagartixas ou outros bichos do campo.

Fora isso, podem brincar o quanto quiserem, mas se quebrarem as regras, sofrerão as consequências. Assim termina a lista das regras:
- É proibido colocar fogo nos montes de feno.
- Só um pode entrar no quarto de Francisco, desde que segure a respiração para não o acordar.

Enquanto é assistido por esses sete amigos, Francisco vê-se induzido a uma série de questionamentos cómicos da sua infância. Entre os personagens, há os que dominam e os que são dominados, aqueles que são mais infantilizados e os que são menos. Simões, uma espécie de Sabichão, revela-se controlador. Como uma encenação da impossibilidade da infância, as sete criaturas  vivem histórias de amizades e traições, afetos e ruturas, até que a narrativa se multiplica.

## Ficha artística
- José Airosa, como Francisco.[7]
- Gracinda Nave, como Marta.
- Sara Graça, como Vera.
- Miguel Barroso, como Carlos.
- João Nicolau, como Nicolau.
- Ricardo Gross, como Gross.
- Rui Catalão, como Travassos.
- António Figueiredo, como Cópi.
- Manuel Mozos, como Harry.
- Carloto Cotta, como Texas.
- Pedro Caldas, como Simões.[8]
- João Pedro Bernard, como Médico.

## Equipa técnica
- Realização: Miguel Gomes[9]
- Argumento: Miguel Gomes, Manuel Mozos, Telmo Churro[10]
- Diretor de fotografia: Rui Poças
- Diretor de som: Vasco Pimentel
- 1º assistente de realização: Bruno Lourenço
- Anotador: Jorge Cramez
- Decoração: Luisa Perdigoto
- Guarda-roupa: Silvia Grabowski
- Maquilhagem: Emmanuele Févre
- Ilustrações: João Fazenda
- Música: Mariana Ricardo
- Produtores: João Figueiras, Sandro Aguilar
- Direção de produção: Ângela Cerveira
- Montagem: Sandro Aguilar, Miguel Gomes
- Montagem de som: Miguel Martins, Miguel Gomes

## Produção

### Desenvolvimento
Miguel Gomes escreveu a primeira versão do argumento de A Cara Que Mereces durante um mês. A ideia original do projeto partiu da frase "até aos 30 anos tens a cara que Deus te deu, depois tens a cara que mereces". Ao autor, interessava explorar a mudança comportamental no momento-chave da transição para os 30 anos, uma vez que, nas suas palavras, "as turbulências da adolescência e a famosa crise da meia idade se tornaram clássicos sociológicos e, por arrastamento, ficcionais". Após o término da primeira versão do argumento, uma vez que Gomes não havia reunido financiamento para gravar, colaborou durante vários meses com Manuel Mozos em sucessivas revisões. A Cara Que Mereces foi escrito com um grupo de atores em mente, com quem o realizador queria trabalhar e que inspiraram os personagens: "Havia o Ricardo Gross que só pensa em comer, o João Nicolau que só consegue acordar a partir das três da tarde, o Manuel Mozos, que pode ser um bocado cínico e conspiratório. Enfim, como se fossem os sete anões da Branca de Neve, personagens que têm, cada um, uma característica base."
O realizador reuniu também uma equipa técnica que apelidou de "quase perfeita" (colegas de formação universitária na Escola Superior de Teatro e Cinema do Instituto Politécnico de Lisboa): Bruno Lourenço (assistente de realização), Rui Poças (cinematógrafo), Vasco Pimentel (diretor de som), Miguel Martins (montagem de som e mistura) e Mariana Ricardo (música). Segundo Gomes "Como no processo de fazer os filmes improviso algumas coisas, é importante que alguém, independentemente de saber como é trabalhar numa rodagem, perceba exactamente que filme é que está a fazer e com quem é que está a trabalhar, e isso facilita-me o trabalho". Por este motivo, este grupo de técnicos viria a acompanhar Miguel Gomes nos seus projetos que se sucederam.

### Rodagem
O filme foi rodado em Lisboa. Gomes filmou um longo plano envolvendo cerca de 100 figurantes com uma steadycam, que seria um epílogo do filme e que decidiu não utilizar no processo de montagem.

## Temas e estética

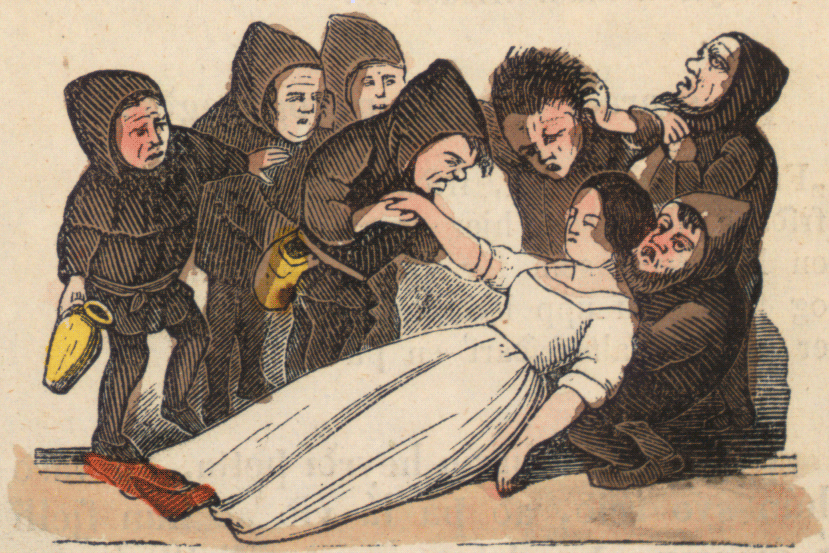
A estrutura do filme é uma analogia ao conto Branca de Neve e os Sete Anões.

O filme estabelece as bases do que viria a ser conhecido como o estilo deste diretor português: nomeadamente, um cinema baseado no cruzamento entre realidade e imaginário, seriedade e humor bizarro, fortemente influenciado pelas questões propostas e pela estética cinematográfica de movimentos como a Nouvelle Vague Francesa e o Neorrealismo Italiano. Partindo da uma analogia com o conto infantil Branca de Neve e os Sete Anões, o filme mescla o retorno à infância com a amargura adulta, povoando o mundo da candura com impudência e sarcasmo. O filme alia esta referência a outras, como os musicais clássicos de Hollywood e os meta-jogos arquitetónicos de Jacques Rivette, pelo que as cenas transitam inesperadamente entre segmentos de comédia inexpressiva, sátira, romance musical melancolia, etc.
Algo característico do cinema de Gomes é o facto de A Cara Que Mereces ser dividido em partes, com mudança de perspetiva. Sem dispersão narrativa, a longa-metragem desenvolve a sua própria estrutura com coerência dramatúrgica. Miguel Gomes comentou esta opção: "Sempre pensei em fazer filmes assim porque acredito que a segunda parte é transformada pela memória da primeira. O espetador, lembrando-se da primeira e assistindo à segunda, cria uma terceira coisa como resultado. (...) Acho isto interessante, porque obriga o espetador à atividade."
O realizador comparou a abordagem ao argumento de A Cara Que Mereces à psicanálise. Para materializar num filme a crise dos 30 anos, Gomes concebeu Francisco, um personagem emocionalmente imaturo, competindo com crianças e rodeado de mulheres que o tratam como filho, com condescendência ou irritação. Ao longo da secção Teatro, essa imaturidade multiplica-se em episódios birras e acidentes que se acumulam num percurso de progressivo isolamento, até desembocarem numa patologia que lhe reformula o rosto: as manchas vermelhas do sarampo. Na parte intitulada Sarampo, Francisco tem de resolver a sós o seu conflito interno de identidade, pelo que os autores introduzem sete personagens para o substituirem e lhe oferecer uma possibilidade de catarse sublimada. De facto, estas personagens criam um espaço e um tempo para que Francisco se isole numa abstração de infância, dos seus mitos e das suas regras, só permitindo que o professor regresse quando se destruírem (momento no qual termina o filme).

## Distribuição
A Cara Que Mereces foi selecionado para edição de 2004 do IndieLisboa, Festival Internacional de Cinema, onde estreou a 1 de outubro. A estreia comercial do filme decorreu mais tarde, primeiro em Portugal, a 24 de março de 2005 (distribuído por O Som e a Fúria), e depois em França, a 31 de maio de 2006 (distribuído por Shellac Distribution).
Os filme foi lançado em 2008 em formato DVD, numa edição que inclui a curta-metragem de Gomes Cântico das Criaturas e o trailer de Aquele Querido Mês de Agosto. A Cara Que Mereces está também disponível no catálogo das plataformas de streaming Filmin e Mubi.

### Festivais
O filme percorreu um circuito de Festivais internacionais de cinema entre 2004 e 2006, de entre os quais são listados de seguida os principais. Após este circuito, o filme foi consecutivamente incluido em sessões de retrospetiva da filmografia de Miguel Gomes.
- IndieLisboa (Portugal, 1 de outubro de 2004)[27]
- Entrevues Belfort International Film Festival (França, 3 de dezembro de 2004)[10]
- Festival Internacional de Cinema de Roterdão (Holanda, 2005)
- Caminhos do Cinema Português (Portugal, 2005)
- Festival Internacional de Cinema de Roma (Itália, 2005)
- Montevideo Film Festival (Uruguai, 2005)
- European Film Festival  (Roménia, 2 de maio 2006)

#### Retrospetivas
- Viennale (Áustria, 2008)[28]
- Festival Internacional de Cinema Independente de Buenos Aires (Argentina, 26 de março de 2009)
- Festival Internacional de Cinema de Locarno (Suíça, 5 de agosto de 2010)[29]
- 30° Torino Film Festival (Itália, 2012)[8]
- 36ª Mostra Internacional de Cinema de São Paulo (Brasil, outubro de 2012)[30]
- 4º Festival Internacional de Cinema da Costa Rica (Costa Rica, dezembro de 2016)[31]
- 34.º Festival Internacional de Cinema de Valência (Espanha, junho de 2020)[32]

## Receção

### Audiência
Em Portugal, A Cara Que Mereces foi o filme nacional menos visto de 2005. Até o dia 31 de dezembro desse ano, a obra totalizou uma receita bruta de 3.023,70€, tendo contado com 773 pagantes no país.

### Crítica
A crítica especializada não demonstrou qualquer consenso quanto à longa-metragem. Entre as opiniões mais positivas está a de Jean-Philippe Tessé, que em Cahiers du Cinéma caracterizou A Cara Que Mereces de "uma comédia musical de intensa beleza". Mattia Giannone (I cineuforici) conclui que a "história não é apenas original, mas também a pedra angular (ou motor) de uma reflexão cinematográfica." No seu texto para um simpósio da Reverse shot, Damon Smith revela que "não estava preparado para os muitos prazeres obscuros (números musicais de fada, mudanças tonais selvagens, edição esquizóide) do transfigural primeiro filme" de Miguel Gomes.
Luís Miguel Oliveira (Público) revela uma opinião mediana, criticando acima de tudo o "desnível entre a efabulação e o efabulado. Não é metafórico, não é literal: está algures entre os dois, numa terra de ninguém que o filme procura, encontra, e alimenta até ao fim." Também num texto morno, Fábio Ramalho (Cineclube Dissenso) destaca como o filme pede a paciência dos espetadores: "não é outra coisa que o filme de Miguel Gomes nos pede com sua lógica pouco convencional. A recompensa para aqueles que se dispuserem a entrar no jogo proposto é a possibilidade de partilhar uma experiência na qual os tempos da brincadeira e da fábula se conjugam para nos falar um pouco daquilo que nos constitui e que nos acompanha."
Danilo Fantinel, na plataforma Papo de cinema, revelou-se crítico do filme, desde logo pela temática abordada de uma crise dos 30 anos: "É difícil engolir trintões (e alguns parecem até bem mais velhos) brincando de casinha, de clubinho, de comunidade paralela. (...) Aos 30, sinceramente, a catarse tem outras raízes e imprime outros desafios. Dizem respeito não ao passado infantil, mas ao futuro adulto definitivo."

### Premiações
O filme, quando apresentado no IndieLisboa, conquistou os Prémios de Melhor Fotografia para Filme Português e Prémio da Crítica:
| Ano  | Premiação                     | Categoria                              | Trabalho                                            | Resultado      | Ref.   |
| ---- | ----------------------------- | -------------------------------------- | --------------------------------------------------- | -------------- | ------ |
| 2004 | IndieLisboa                   | Prémio da crítica                      | A Cara Que Mereces, Sandro Aguilar e João Figueiras | Venceu         | [ 27 ] |
| 2004 | IndieLisboa                   | Melhor fotografia para filme português | Rui Poças                                           | Venceu         | [ 27 ] |
| 2004 | Festival de Cinema da Covilhã | Prémio do júri                         | A Cara Que Mereces, Sandro Aguilar e João Figueiras | Menção honrosa | [ 35 ] |
| 2006 | Globos de ouro, SIC           | Melhor filme                           | A Cara Que Mereces, Sandro Aguilar e João Figueiras | Indicado       |        |